# Kanton Guiscard
Kanton Guiscard (fr. Canton de Guiscard) byl francouzský kanton v departementu Oise v regionu Pikardie. Skládal se z 20 obcí. Zrušen byl po reformě kantonů 2014.

## Obce kantonu
- Beaugies-sous-Bois
- Berlancourt
- Bussy
- Campagne
- Catigny
- Crisolles
- Flavy-le-Meldeux
- Fréniches
- Frétoy-le-Château
- Golancourt
- Guiscard
- Libermont
- Maucourt
- Muirancourt
- Ognolles
- Le Plessis-Patte-d'Oie
- Quesmy
- Sermaize
- Solente
- Villeselve